# 真夜中の子供たち
『真夜中の子供たち』（まよなかのこどもたち、Midnight's Children）は、サルマン・ラシュディの小説。1981年発表。イギリスの植民地主義と英領インドの分離独立を主題としており、ポストコロニアル文学やマジックリアリズムの代表例である。この話は主人公のサリーム・シナイによって語られ、それは歴史もの同様に実際に起きた歴史上の出来事の文脈に挿入されている。
この小説は1981年にブッカー賞とジェイムズ・テイト・ブラック記念賞を受賞し、また1993年と2008年のブッカー賞25周年および40周年を祝う際に、ブッカー賞のなかのブッカー賞と最も多くの賞を集めた作品として表彰された。 また、2003年には、BBCが調べたザ・ビッグリードの1つにも挙げられた。さらにペンギン・グループが発表する20世紀の優れた書物リストにも加えられた。

## 背景とあらすじ
「真夜中の子供たち」は、インドの分離独立前後に（特に分離独立後に）インドで起こった出来事に作者が自由に脚色を加えた、対応関係のゆるい寓話である。この小説の主人公であり語り手でもあるサリーム・シナイは、インドが独立したまさにその瞬間に極めて敏感な嗅覚を持ち絶えず滴がたれているような長い鼻やテレパシーの能力を持って生まれた。この小説は3編からなっている。
この小説は主にインドの分離独立へとつながっていく出来事を含んだシナイの家族の物語から始まる。サリームは1947年8月15日の真夜中きっかりに生まれた、つまり独立国になったインドと全くの同い年である。彼はのちにこの日の午前0時から午前1時の間に生まれた子供には全員特別な能力が備わっていることを見つける。そこでサリームは、自身のテレパシー能力を使って、インドが独立国として生まれてままならない頃に、きわめて多様な国であるからこそ直面する文化的、言語的、宗教的、政治的な違いに関する問題を熟考する真夜中に生まれた子供たちの会議を召集した。彼は、テレパシー能力を駆使して橋渡しの役割を果たしながら、地理的に遠く離れた何百人もの子供と接触を取り、またその間に彼らの先天的な能力の意味を見つけ出そうとした。とりわけ、生まれたのが真夜中に近ければ近いほど、その子供はより強力な能力を使いこなした。その中でも、"邪魔者の"シヴァというサリームの天敵と"魔女パールヴァティー"と呼ばれたパールヴァティーの2人の子供は優れた能力を備えておりサリームの物語の中で顕著な役割を果たしている。
そうしている間に、サリームの家族は幾度とない移動をし始め、またインド亜大陸を苦しめる度重なる戦争にも耐えた。この間に彼は記憶喪失にも苦しめられ、それは半ば神話的にさすらった末にシュンドルボンのジャングルに入るまで続き、そこでようやく記憶を取り戻した。こうしているときに、子供時代の友人とも再び接触を取った。その後サリームはインディラ・ガンディーが発令した非常事態令や彼女の息子、サンジャイ・ガーンディーが行ったジャーマー・マスジド・スラムの"掃討”にかかわるようになった。そしてしばらくの間政治犯として拘留された（この一節にはインディラ・ガンディーの神格化にも似た権力への強い渇望に加えて、非常事態令が発令されている間の彼女の度が過ぎた行為に対する痛烈な批判がこめられている）。非常事態令は≪真夜中の子供たち≫の能力の終焉の合図となり、サリームにはまだ見つけるはずだった混乱を収拾するや彼の半生とまだまだ若い母国の歴史との両方を含んだ（父親同様歴史に束縛され、超自然的に才能を授けられる自分の息子に捧げる）編年史を書くことのほかにやることがほとんど残されていなかった。

## 主題
マジックリアリズムの技術は、小説のいたるところの文学表現に見いだされ、また国家の歴史に並行する物語を構築するのに決定的な役割を果たした。この小説は、カシミールからアーグラへそしてボンベイ（現在のムンバイ）、ラホール、ダッカへ、というようにインド亜大陸のいろいろな場所で動いている。ニコラス・スチュアートは、評論「ポストコロニアルと『真夜中の子供たち』に関するマジックコロニアル」で「『真夜中の子供たち』の物語調の構成は、サリーム・シナイが婚約者のパドマに口伝えで詳しく述べた自分の人生の話を含む物語からなっている。 この自己言及的な語りはインド固有の文化、特に同じように口伝えで語り継がれた千夜一夜物語を想起させると主張した。この小説内での出来事は、千夜一夜物語で語り継がれた物語の不思議な性質にも相当する。(便所でサリームを感電死させようとする動き(p.353)や,『見えないかご』の中をさまようこと(p.383)を考えればわかるだろう」 。インドのみならず、シェイクスピアをはじめとする西洋文化への言及も多数ある。スチュアートはリンダ・ハッチオンの主張を引用し、この小説はインドと西洋が持つ性格を「インド人の内面やインドの独立に当たっての輝きにおける土地固有の文化の影響とそうでない文化の影響の両方を調べるため、植民地支配後のインドの歴史で」年代順に織り交ぜたと主張している。

## 評価
この小説は1981年のブッカー賞や英語交流同盟文学賞やジェイムズ・テイト賞を獲得した。またブッカー賞の中のブッカー賞を1993年と2008年の2回、それぞれブッカー賞の25周年、40周年記念時に獲得している。
1984年にはインドの首相、インディラ・ガンディーは次男のサンジャイ・ガーンディーが彼の父、フィローズ・ガーンディーの死の原因が母の父への粗略な扱いにあるとして彼女を責め立てることで母への支配力を持っていたという内容の第28章の1文が名誉を毀損するものであると主張してイギリスの裁判所においてこの小説に対して訴訟を起こしたが、この裁判はラシュディが問題となった1文を削除することに同意したことで示談が成立し終息した。

## 脚色
1990年代後半BBCがラーフル・ボース主演で小説を5回にわけてドラマ化しようとしたが、スリランカのイスラム社会から圧力を受け、制作許可は取り消され計画自体が頓挫した 。
2003年後半にはロイヤル・シェイクスピア・カンパニーが小説を劇用に脚色し、上演した。
ディーパ・メータ監督はラシュディの全面協力のもと、小説に新たな脚色を加えて映画「Midnight’s　Children」を制作した。 主人公のサリーム・シナイの役をイギリス系インド人俳優のサティヤ・バーバーが演じ、その他の役をシュリヤー・サラン、シーマ・ビシュワース、シャバナ・アズミ、アヌパム・ケール、シッダールダ・ナラヤン・ラーフル・ボース、 ソハ・アリ・カーン、サハナ・ゴスワミ、アニタ・マジュムダール、ダルシール・サファリ

らが演じている。この映画は、2012年9月のトロント国際映画祭（9日）や、バンクーバー国際映画祭（27日）

で初公開された。

## 登場人物
主な登場人物は次の通り。
- サリーム・シナイ（英語版）- アジズ・シナイ家の3代目。物語のストーリーテラー。
- パドマ - 物語の聞き役。

- アーダム・アジズ - シナイの祖父で医師。
- ナシーム - 深窓の令嬢であったがアーダムと結婚し、2男3女を儲けた。
- アリア - アジズ家の長女
- ムムターズ（アミナ）- アジズ家の次女で、シナイの母。
- エメラルド - アジズ家の三女。
- アフマド・シナイ - サリームの父、アミナの2番目の夫。
- ジャミラ - サリームの妹。
- シヴァ - サリームと同じ産院で誕生した芸人の子。
- ウィー・ウイリー・ウインキー（英語版） - 芸人、シヴァの父。
- メアリー・ペレイラ - 元産院の看護師で、後にサリームの乳母。

## 翻訳
『Midnight's Children』は、12か国語版が出版された（1989年現在）日本語訳は早川書房で1989年に刊行（ハードカバー 全2冊）。改訂版が岩波文庫（上・下、2020年5・6月）で刊行
- サルマン・ラシュディ『真夜中の子供たち』寺門泰彦訳、早川書房（上・下）、1989年1月。ISBN 4-15-207650-X, 4-15-207651-8[18]